# Drăguș
Drăguș (en allemand: Drachendorf, en hongrois: Dragos) est une commune de roumaine du județ de Brașov, dans la région historique de Transylvanie. Elle est composée d'un seul village, Drăguș.

## Localisation
Drăguș est située dans l'ouest du județ de Brașov (dans la région historique de țara Făgărașului), au pied des monts Făgăraș, à 24 km du centre-ville de Făgăraș et à 8 km du ville Victoria. 

## Monuments
- Église orthodoxe Assomption de Marie (construite au en 1896)
- Église gréco-catholique Saint Georges (construite en 1835)

## Démographie
Lors de ce recensement de 2011, 98,27 % de la population se déclarent roumains (1,63 % ne déclarent pas d'appartenance ethnique et 0,08 % déclarent appartenir à une autre ethnie).

## Politique
| Parti | Parti                          | Sièges |
| ----- | ------------------------------ | ------ |
|       | Parti national libéral (PNL)   | 7      |
|       | Parti social-démocrate (PSD)   | 1      |
|       | Parti national démocrate (PND) | 1      |